# Park Yoo-chun
Park Yoo-chun (hangul: 박유천; hancha: 朴裕仟, znany także jako Yoochun, wcześniej jako Micky Yoochun) (ur. 4 czerwca 1986  w Seulu) – koreański piosenkarz, autor tekstów piosenek i aktor. Były członek zespołu TVXQ i JYJ.
Jako aktor występował w takich koreańskich serialach jak Sungkyunkwan Scandal, Miss Ripley, Rooftop Prince, Missing You, Three Days oraz Dziewczyna, która widzi zapachy.

## Solowe Projekty
- Yeowoobi (Like Weather) (kor. 여우비)
- Holding back the tears (그리고)
- Love in The Ice
- Evergreen (z Changminem)
- Rainy Night (sam tekst)
- Kiss Shita Mama (z Jaejoong)
- My Girlfriend
- All In Vain featured on Air City OST
- Kiss The Baby Sky
- 사랑 안녕 사랑 (Love Bye Love)

## Dramy
| Rok       | Serial                                                                        | Rola                    |
| --------- | ----------------------------------------------------------------------------- | ----------------------- |
| 2010      | Sungkyunkwan Scandal                                                          | Lee Seon-Joon           |
| 2011      | Miss Ripley                                                                   | Yootaka                 |
| 2012      | Książę z poddasza (옥탑방 왕세자, Oktab bang wangseja)                        | Lee Kak / Yong Tae-Yong |
| 2012-2013 | I Miss You (보고싶다, Bogosipda)                                              | Han Jung-Woo            |
| 2014      | 3 Days (쓰리데이즈, Sseurideizeu, zapisywane także jako Three days)           | Han Tae-Kyung           |
| 2015      | Dziewczyna, która widzi zapachy (냄새를 보는 소녀, Naemsaereul boneun sonyeo) | Choi Moo-Gak            |

## Nagrody
2001 American Singing Competition (Virginia) – Best Artist of the Competition 
2003 KBN Teens Singing Competition Special Award